# Yōsuke Etō
Pour les articles homonymes, voir Etō.
Yōsuke Etō (江遠 要甫, Etõ Yõsuke), né le 10 mai 1934 à Iiyama, est un sauteur à ski et coureur japonais du combiné nordique.

## Biographie
Il représente l'Université Meiji en compétition.
Il a participé aux Championnats du monde en 1958 et 1962. À Lahti en 1958, il s'est classé 27e lors de l'épreuve du combiné et 44e (sur 54 participants) en saut. À Zakopane en 1962, il a été classé 30e lors du saut sur grand tremplin.
Lors des Jeux olympiques de Squaw Valley en 1960, il s'est classé 15e en combiné et 25e en saut spécial. Aux Jeux de 1964, il se classe 27e sur tremplin normal à Seefeld et 44e (sur 52 participants) sur grand tremplin à Innsbruck. Lors de l'épreuve internationale de saut à ski sur le Fageråsbakken de Mo I Rana, le 31 mars 1963, il fait une mauvaise chute qui lui valut de passer quelque temps au Sanitetsforeningens, l'hôpital de Mo, avec le champion du monde Toralf Engan et le finlandais Paavo Lukkariniemi.
En 1962, avec un saut de 78 mètres, il a réalisé le record du tremplin de Holmenkollen à Oslo. À cette époque, il a participé à de nombreuses compétitions de saut à ski en Norvège et en Suède, et est devenu très populaire.

## Sources
- Rana Blad 1. avril 1963.
- Sports De Référence: Yosuke Eto
- Jens Jahn, Egon Theiner: Enzyklopädie des Skispringens. AGON Sportverlag, Kassel, 2004.  (ISBN 3-89784-099-5), plusieurs pages
- Les résultats des Championnats du Monde à Lahti: 1926, 1938, 1958, 1978, 1989
- Tout: les Enregistrements de la Tour